# José Antonio Vucetich
José Antonio Vucetich Adler (ur. 14 czerwca 1919 w Buenos Aires, zm. 1973) – argentyński piłkarz występujący na pozycji bocznego obrońcy i napastnika.
Vucetich pochodził ze stołecznego Buenos Aires i swoją karierę rozpoczynał w tamtejszym zespole El Porvenir, w którym występował w latach 1939–1940, tworząc na boisku słynne wówczas trio z Raúlem Piñeyro i Vicente de Thomasem. W latach 1941–1945 występował w innej drużynie ze stolicy, Club Atlético Lanús, w której został przekwalikowany z dotychczasowej pozycji prawego obrońcy na lewego defensora. W 1946 roku wyjechał do Meksyku, gdzie został graczem Tampico Madero FC. W jego barwach zdobył trzy ligowe gole – 22 grudnia 1946 w meczu z Asturias (5:1), 3 marca 1947 z Américą (2:0) i 23 marca 1947 z San Sebastián (3:2), zajmując szóste miejsce w tabeli sezonu 1946/1947. W późniejszym czasie grał jeszcze we Włoszech, w Turynie, skąd trafił do hiszpańskiego RCD Espanyol z Barcelony. W Primera División rozegrał tylko dwa mecze, jako napastnik – zadebiutował w niej 3 kwietnia 1949 w meczu z CD Alcoyano (0:2), zaś siedem dni później w konfrontacji z CE Sabadell (6:2) dwukrotnie wpisał się na listę strzelców. Po kilku miesiącach w Espanyolu powrócił do Tampico Madero FC.
Po zakończeniu kariery osiadł w Meksyku. Zmarł w 1973 roku. Jego syn Víctor Manuel Vucetich jest obecnie znanym meksykańskim trenerem piłkarskim.